# Porsche Cayman
Porsche Cayman je dvoumístný sportovní automobil značky Porsche. Cayman je kupé odvozené od druhé generace Porsche Boxster kabriolet. V modelové řadě se řadí mezi Carreru a Boxster, a to jak výkonem tak i cenou.